# Jean-Claude Abalo
Pour les articles homonymes, voir Abalo.
Ne doit pas être confondu avec Jean-Paul Abalo.
Jean-Claude Abalo est un photojournaliste, réalisateur et entrepreneur togolais. Il est le fondateur de la chaîne EuropAfrica Plus. Un média créé pour mettre en valeur les talents et les contenus de l'Afrique et de sa diaspora.

## Biographie
Jean-Claude débute comme autodidacte. Son rêve est de devenir photographe. Il apprend les rudiments du métier sur le tas. C'est ainsi qu'il se fait remarquer par l’écrivain togolais Kangni Alem, directeur artistique du festival Plumes francophones , qui souhaitait présenter des photos plus ou moins artistiques et qui sortent de l’ordinaire à ce festival. Ses stages auprès de plusieurs modèles comme le photo-journaliste Georges Gobet de l’Agence France Presse (AFP TV) l'ont aidé à se professionnaliser dans le photojournalisme,,. Il a fait ses études supérieurs à l'université de Lomé en Biologie et Physiologie animale.

## Parcours
Jean-Claude Abalo fait ses débuts en 1999 au magazine Kyrielle en tant que secrétaire de rédaction et photographe. Grâce à cette ouverture il travaillera pour plusieurs médias parmi lesquels: TogoMag, Night Life, Perspectives Industries Magazine, Jeune Afrique, Enjeux Africains, Afrik.com, Apanews, Planète Jeunes, A+ Mag, Radio Deutsche Well, AFP TV, Netinfo.tv, et Tootogo.tv.

## Documentaire et exposition
- 2015 : Projection en Louvière (Belgique) du documentaire autoportrait intitulé: Immigration clandestine: le récit d’un drame avec l’appui d’Amnesty International[5].
- 2014 : Exposition des œuvres photographiques à Bruxelles sur le thème l'Afrique au pluriel entre le 14 septembre et le 09 novembre devant plus de 500 invités[6],[7],[8].
- 2010 : Exposition des œuvres photographiques à Bamako au Mali[9].

## Distinctions
- 2017 : Prix du Meilleur Web-média par le magazine Afro-belge Brukmer décerné des mains de la journaliste Gislaine Kunda de RTBF[2].